# Municipio de Huixtán
El Municipio de Huixtán es uno de los 124 municipios que conforman el estado de Chiapas, su cabecera es el pueblo de Huixtán.

## Toponimia
Huixtán, en castellano significa "Lugar en donde abundan las espinas".

## Historia
1922 — El 22 de noviembre, aparece ya como municipio.
1970 — Durante el gobierno del Lic. José Castillo Tielemans se reconoce y titula los bienes comunales del pueblo de Huixtán.
1970 — Se pavimenta la carretera a San Cristóbal.

## Demografía
De acuerdo a los resultados del Censo de Población y Vivienda de 2020 realizado por el Instituto Nacional de Estadística y Geografía, la población total de Huixtán es de 22 975 habitantes, de los cuales 11 264 son hombres y 11 711 son mujeres.

### Localidades
En el censo de 2020 el municipio de Copainalá contaba con 66 localidades.
| Código INEGI      | Localidad                 | Población (2020) |
| ----------------- | ------------------------- | ---------------- |
| 070380001         | Huixtán                   | 1 901            |
| 070380003         | Carmen Yalchuch           | 1 275            |
| 070380020         | Los Pozos                 | 1 271            |
| 070380031         | San Pedro Pedernal        | 1 130            |
| 070380027         | San Gregorio de las Casas | 1 121            |
| 070380023         | San Andrés Puerto Rico    | 1 002            |
| Otras localidades | Otras localidades         | 15 275           |
| Total municipal   | Total municipal           | 22 975           |